# Eublemma gayneri
Eublemma gayneri is een vlinder van de familie van de spinneruilen (Erebidae). De wetenschappelijke naam van deze soort is voor het eerst voorgesteld als Mestleta gayneri door Lionel Walter Rothschild in een publicatie uit 1901.

## Verspreiding
De soort komt voor in het Afrotropisch gebied waaronder Mauritanië, Kaapverdië, Senegal, Gambia, Burkina Faso, Sierra Leone, Nigeria, Soedan, Ethiopië, Kenia, Tanzania, Namibië, Zimbabwe, Zuid-Afrika, Madagaskar, Saudi-Arabië, Bahrein, de Verenigde Arabische Emiraten, Oman en Jemen.

## Waardplanten
De rups leeft op:
- Anacardiaceae
  - Mangifera indica
- Fabaceae
  - Acacia
  - Eriobotega japonica
  - Vachellia nilotica
  - Vachellia xanthophloea
- Rhamnaceae
  - Ziziphus